# 大覚野峠
大覚野峠（だいがくのとうげ）は、秋田県中央部、北秋田市と仙北市の境にある峠である。一級河川米代川水系阿仁川支流の繋沢と、一級河川雄物川水系玉川支流の桧木内川との分水嶺をなす。標高は583m。近接する国道105号の峠を指すこともあり、こちらは標高518m。峠には仙北方面から来た人々と阿仁方面から来た人々が互いに運んできた物資を交換する場所があり、米と野菜や毛皮などが交換された。炭や衣服その他の売買も行われた。

## 歴史
大覚野峠は寛文年間（1661年-1672年）から記録に現れている。阿仁鉱山の銅山の開削が寛文10年（1670年）とされ、鉱山関係の食料が仙北地方から「阿仁廻米」として大量に輸送された。鉱山関係者が一冬を過ごすために必要な食料は6千石 (900t) ほどで、阿仁側からのまかないだけでは不足したためである。
『伊頭園茶話』によれば、上桧木内村の肝煎八郎兵衛が享保（1716年-1735年）年間に自力で開通させたとある。阿仁の鉱山師の石田久四郎もこれを助けた。著者の石井忠行は、久保田藩の重臣であった今宮大学が通行したからこの名が付けられたとしている。『秋田風土記』にも同様の由来が記されている。しかしこれは改修工事であるとも言われている。
南北朝時代に戸沢氏に身を寄せていた南朝側の武将北畠顕信が津軽の浪岡氏の元に行く途中、この峠を越えた際、南朝側の本拠であった大覚寺にちなんで大覚野峠と名付けられたとするいわれも残っている。天正16年（1588年）1月、津軽の津軽為信は大覚野街道を南下し秋田氏の妨害にあたったため、秋田氏は風張から帰国せざるを得なくなったとされる。また、天正16年から翌年までの湊合戦で、秋田実季は阿仁を仙北の押さえと認識しており、この峠道が古くからあったことを示している。
慶長年間の初頭、仙北郡の桧木内に越後や丹後、対馬の浪士が落ちて逗留しているとき、仙北郡のマタギから比立内に十万刈りも開墾可能な平坦な土地があると聞き、新潟の浪士が比立内を開墾して住み着き、丹後と対馬の浪士も一時比立内に落ち着いたが幸屋に渡り、さらに対馬出身の浪士は幸屋渡にすみついたと言われる。これらの入植者達は桧木内と往復して妻をめとり、塩や穀類の種子、農具等を運び込み自然に道ができあがったとする伝説も残されている。
宝暦7年（1757年）2月、大覚野峠を通る阿仁廻米が初めて成功する。また、安永3年（1774年）には平賀源内らが大覚野峠を通っている。
慶応4年・明治元年（1868年）の秋田戦争の時に、大覚野街道の重要性が認識される事件が起きた。奥羽鎮撫使副総督の澤為量や新庄藩の藩主戸沢正実は、角館から久保田（秋田）への移動の際、奥羽列藩同盟軍に行く手を阻まれ、やむなく大覚野峠を越えて比立内に逗留、その後久保田に到着した。この事件により大覚野峠の重要性が指摘され、軍事上の要路として注目を浴びた。奥北浦は戸沢氏発祥の地である。戸沢氏由来の寺社も多く、村人達の歓待と軍役への協力も語り継がれている。明治時代に奥羽本線の経路を決定する時には、陸軍では大覚野峠を通る経路を主張したほどである。
県への陳情により、1903年（明治36年）には江戸時代の阿仁街道を改修して、県の予算で大覚野峠まで道を作ることになり、翌明治37年からの工事を計画したが、明治37から日露戦争が勃発して、土木工事は中止になった。
江戸時代からの旧道は廃道化して久しく、現在はヤブがひどいため積雪時にしか通行できない。また、この地区には打当から旧西木村上戸沢までの十二段峠越えの山道もあり『秋田沿革史大成』にその道の記述があるが、この道路は物資の輸送路ではなく、生活道路としてのみ利用されていた。しかし、国道105号の整備によりこの山越えの道を利用する人もいなくなった。他に上戸沢から鬼ノ又沢、ドクミズ沢、長滝沢、鳥越と通じる早瀬峠道もあった。しかし、この道は急な坂が多く、牛馬は使えなかった。
江戸時代の峠は標高582mで、道標のような石があるという。阿仁廻米で賑わった頃には1日100人以上の人々が往来していた。
現在の国道105号は、本来の大覚野峠より1.5kmほど北の鞍部を経由し、1974年（昭和49年）に開通した。これがこの峠を通る初めての車道で、秋田市を経由することなく仙北郡と北秋田郡の直通を可能にし、角館・阿仁合間で100kmもの短縮を実現した。また、1989年（平成元年）には、秋田内陸線も十二段トンネル経由で全通した。
1974年以前にも、地図の上では貫通しているように記載されたものがあり、実状を知らずに来た県外ドライバーが比立内で立ち往生し米内沢方面に戻ることを余儀なくされた事も多く、「まぼろしの国道」と非難されていた。比立内からの道路工事は1954年（昭和29年）に始まり、14年間で3.6kmほど進むという超スローペースの工事であった。
東北地方整備局は2021年度、新規の直轄事業として「国道105号大覚野峠防災」に着手する。雪崩や地滑りが頻発している山岳地帯の秋田県仙北市～北秋田市区間を対象に、現道区間に並行する形でトンネル4本と橋梁6橋で構成する新ルート（計画延長5.7km）を建設する。2024年12月15日に着工。

## 安兵衛茶屋

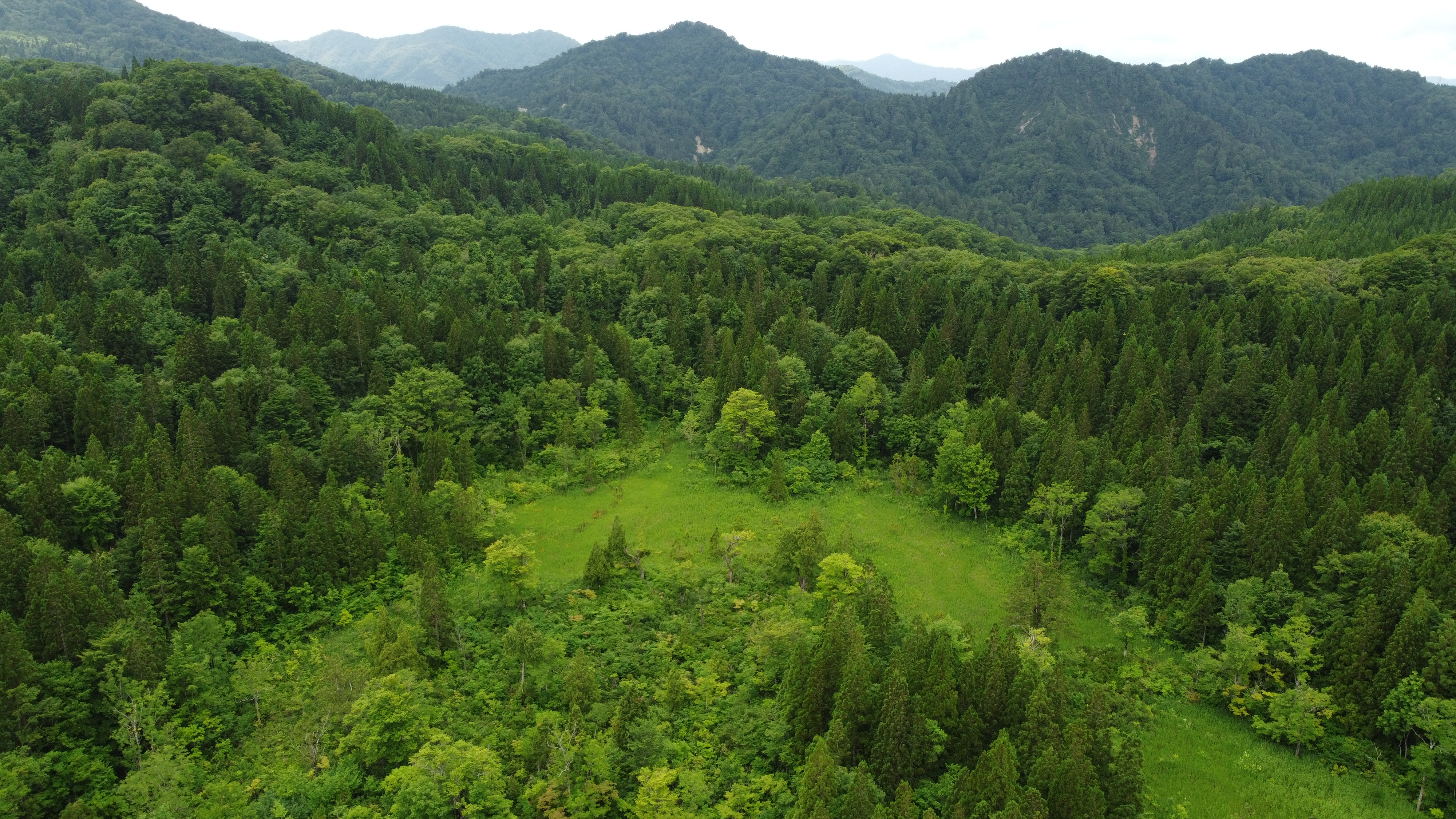
旧大覚野峠
東北東から望む。湿地帯の右側に街道があり、中央部の湿地帯が突出している部分の先に大覚野峠があった

桧木内川の水落、かくら沢（赤倉沢?）の源流域にある御役屋の下の池の傍らに、安兵衛茶屋という往来の旅人相手の茶屋が建っていた。弘化3年（1846年）、この安兵衛茶屋の近くで殺人事件があった。阿仁町の『越後谷文書』に収録されている「万歳日記」の弘化3年の項にそれが記述されている。角館宇左衛門が殺され衣類や金まで奪われ、子供が阿仁まで探しに行ったが、阿仁の帰りにかくら沢で砂に半分埋まった状態で発見したものであった。犯人らしき人は捕まったが、証拠不十分のため解き放たれたとある。
民話には次のような話が伝わっている。
阿仁鉱山が盛りになった頃、大覚野峠に安兵衛茶屋と呼ばれる一軒の茶屋があった。表向きは親切なお爺さんが一人で営んでいる茶屋であったが、本当は旅人を吊り天井の部屋に泊めて殺し、金品を奪って死体は裏の底なし沼に捨てる強盗であった。ある日、六部姿の若い娘がここに泊まったが、夜中に娘を襲うと、金は全部渡すが、親の敵を取るまで命だけは助けてくれと命乞いをしても、殺して池に捨てた。それからこの峠の茶屋のあたりを通るたびに、「助けてくれ」という女の叫び声が聞こえてきたという。その後鬼の安兵衛とて、毎夜悪い夢に脳まされてに違いない、どのような死にざまをして、茶屋もいつのまに無くなったことか誰も知る者はないが。

## 赤倉地蔵

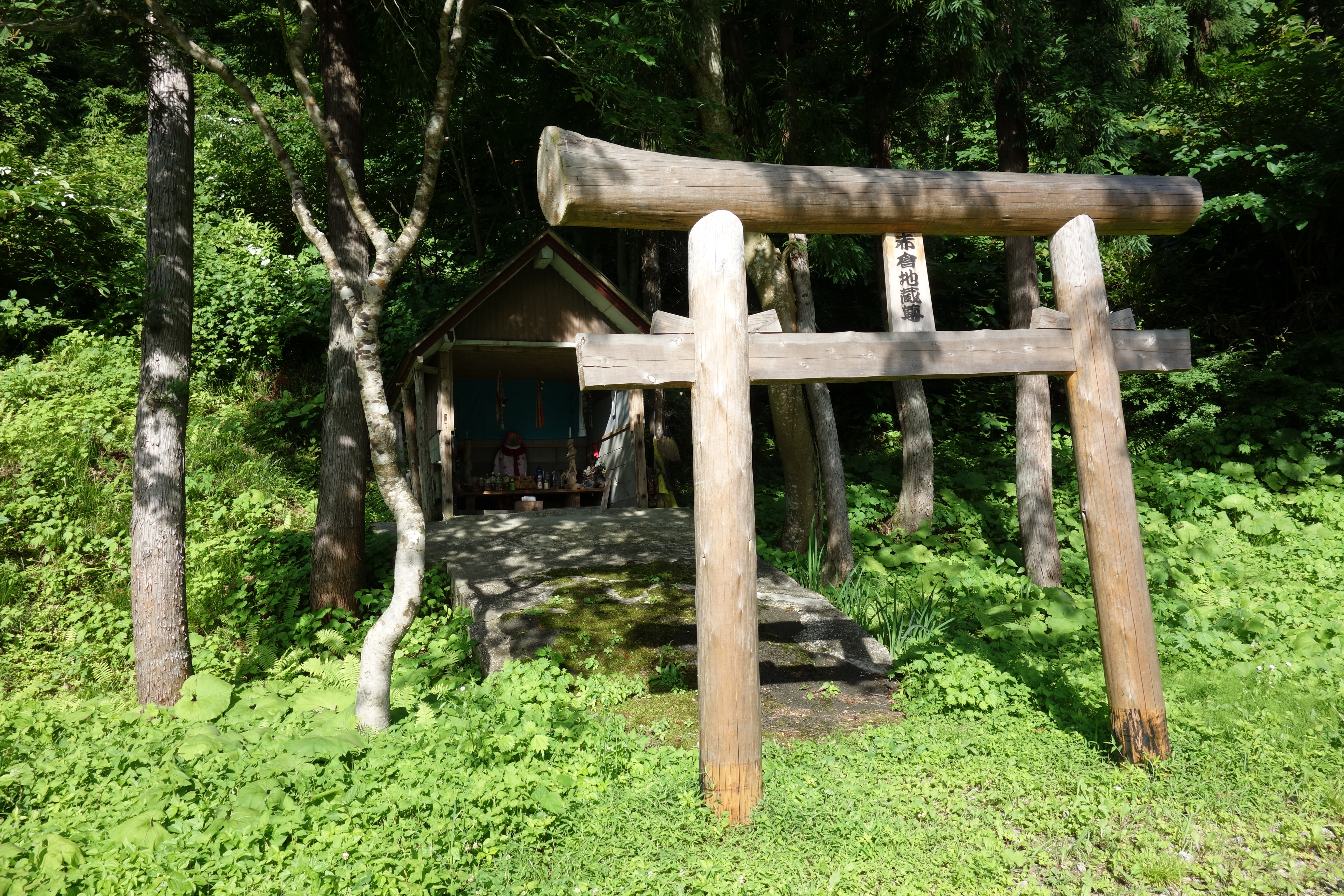
赤倉地蔵

旧道と現在の国道は、阿仁側では赤倉沢と兵治沢の合流部で分岐する。赤倉地蔵は現在分岐点に近い国道脇に設置されているが、古くは赤倉沢の中流域に一里塚と一緒に設置されていた。赤倉地蔵は寛文年間、比立内光明庵（念心庵）の第2世・念心師念誉上人が、大覚野峠を通る旅人の安全と五穀豊穣を願い建立したものである。念心は村々の信望が厚く、村人たちが通行に困っているのを見て寛文6年（1666年）に大川又の右岸の羽立から萱草までの交通の難所に2年の歳月をかけて道路を整備したり、長畑に一里塚となる3体の地蔵を作ったり、繋沢道路（大覚野道路）の改修を藩に願い出て整備するなど、地域のために偉業を残した人物である。
奥阿仁地方は元来、仙北郡や河辺郡の人たちによって開発されたと言われており、江戸時代初期から交流があり多くの姻戚関係があったようで、大覚野峠にまつわる悲恋物語が伝説となって現在まで語り継がれている。旧街道は赤倉地蔵を過ぎると本格的な登りとなったので、ここでしばしの休憩を取ったものと思われる。赤倉地蔵は子育てや縁結びの地蔵として婦人から信仰が篤く、現在でも6月24日の縁日には各所からの参拝者があるという。

## 阿仁廻米
阿仁鉱山への廻米として、仙北地方からの年貢のうち年間5千石ほどが阿仁鉱山に輸送された。これは阿仁鉱山の必要量の1/3ほどであった。冬期間は阿仁川の水量が減り船による北部からの輸送が困難になるからでもあった。米は3斗5升(52.5kg)を俵に詰められ、主に馬で運ばれていた。輸送期間は12月から翌年の7月までで、積雪時には人力のそりで運ばれた。輸送区間は細かく区切られ、角館の商家から5カ所の蔵宿を中継して、比立内の蔵宿まで運ばれていた。
天保5年（1834年）には、仙北地方で阿仁廻米に反対した農民一揆である北浦一揆が発生している。